# Statul Delta
Delta este un stat  în Nigeria. Reședința sa este orașul Asaba.